# گمینا نووا ساژنا
گمینا نووا ساژنا (به لهستانی:  Gmina Nowa Sarzyna) یک گمینا در لهستان است که در شهرستان لژایسک واقع شده‌است. گمینا نووا ساژنا ۱۴۴٫۵۵ کیلومتر مربع مساحت و ۲۱٬۸۴۰ نفر جمعیت دارد.